# جفری کارلسون
جفری کارلسون (انگلیسی: Jeffrey Carlson؛ زادهٔ ۲۳ ژوئن ۱۹۷۵ - درگذشتهٔ ۶ ژوئیهٔ ٢٠٢٣) بازیگر اهل ایالات متحده آمریکا بود. وی از سال ۲۰۰۲ میلادی تا ٢٠٢٣ مشغول فعالیت بود.